# Bom Jardim (Rio de Janeiro)
Bom Jardim è un comune del Brasile nello Stato di Rio de Janeiro, parte della mesoregione del Centro Fluminense e della microregione di Nova Friburgo.
Il comune è diviso in 4 distretti: Bom Jardim (sede comunale), São José do Ribeirão, Banquete e Barra Alegre.